# Vĩnh Trung, Móng Cái
Vĩnh Trung là xã đảo thuộc thành phố Móng Cái, tỉnh Quảng Ninh, Việt Nam.

## Địa giới hành chính
Xã Vĩnh Trung nằm ở phần phía tây của đảo Vĩnh Thực và phần lớn đảo Đầu Sơn (trừ phần đông bắc đảo thuộc xã Vạn Ninh), thuộc phía nam của thành phố Móng Cái.
Phía đông của xã Vĩnh Trung giáp xã Vĩnh Thực, cùng nằm trên đảo Vĩnh Thực. Phần lãnh hải của xã Vĩnh Trung:
- Phía bắc giáp các xã Vạn Ninh, Hải Đông và Hải Tiến, thành phố Móng Cái.
- Phía tây giáp thị trấn Quảng Hà và xã Cái Chiên, huyện Hải Hà.
- Phía nam giáp xã Thanh Lân, huyện Cô Tô.

## Lịch sử hành chính
Năm 1958, xã Vĩnh Thực Nùng thuộc huyện Móng Cái, tỉnh Hải Ninh được đổi thành xã Vĩnh Trung.
Năm 1979, huyện Móng Cái được đổi thành huyện Hải Ninh, xã Vĩnh Trung thuộc huyện Hải Ninh, tỉnh Quảng Ninh.
Năm 1998, xã Vĩnh Trung thuộc thị xã Móng Cái mới thành lập.
Năm 2008, xã Vĩnh Trung thuộc thành phố Móng Cái mới thành lập.